# Herculano de la Rocha
El general Herculano de la Rocha Jáquez, (Guadalupe y Calvo, Chihuahua, 1846 - Culiacán, Sinaloa, 23 de junio de 1919) fue un héroe revolucionario mexicano, padre de la coronela Clara de la Rocha. Combatió en el noroeste de México.

## Vida
Don Herculano de la Rocha fue un rico minero de Copalquín, Tamazula Dgo., que entró en la revolución junto con su hija Clarita y todo un grupo de serranos duranguenses cuando Juan M. Banderas y Ramón F. Iturbe se fueron a la sierra y tomaron el pueblo de Topia.
Nació en 1846 en Guadalupe y Calvo, estado de Chihuahua; fue uno de los hijos de los señores Manuel de la Rocha Esquer y Soledad Jáquez. Se unió a las fuerzas Maderistas en 1910 y participó junto a su hija la coronela Clara de la Rocha en la lucha por la toma de Culiacán, Sinaloa en 1911 en varios combates. Con su grupo de serranos duranguenses, encabezó el ataque en el que tomaron a nombre de los revolucionarios la Casa de Moneda de Sinaloa, ubicada en la actual calle Rosales del centro de la ciudad de Culiacán, Sinaloa. También se lo relaciona en los combates de la catedral de Culiacán y en la batalla por la iglesia del Santuario donde los revolucionarios lograron la rendición de los federales. Llamado a Navojoa, el general Ángel Flores le encomendó la persecución de Felipe Misi Bachomo, líder de los rebeldes mayos. Junto a Antonio Castro, lo atacó en Los Mochis, Canayaca y Choacahui, logrando dispersar a la mayor parte del ejército mayo.
Durante la revolución mexicana tuvo contacto con Ramón Iturbe, con el héroe Felipe Ángeles y con Eulalio Gutiérrez, que llegaría a ser presidente de México entre muchos otros personajes del movimiento armado. Al morir fue enterrado en un Mausoleo en Moloviejo, Sinaloa.
El general Herculano de la Rocha era un hombre que defendía la justicia y perseguía a los ladrones incansablemente, no le gustaban las injusticias y apoyaba a los más débiles.
Existe una fotografía donde aparece Herculano de la Rocha con un vendaje cubriéndole el rostro después de haber perdido un ojo por una bala en combate. Junto a él está su hija Clara de la Rocha sosteniendo un rifle.
También existe otra foto histórica donde aparecen Felipe Ángeles, Eulalio Gutiérrez, Herculano de la Rocha y Martín Espinoza en una reunión.
Contrajo matrimonio con María del Refugio Ríos Ángulo, el 27 de abril de 1905, en Tamazula, Durango. La pareja tuvo siete hijos: María Soledad, Mateo, Rosalina, Leila, Juan, Aurelia y Clara.
Herculano de la Rocha falleció en el sitio conocido como "Los Algodones", en Culiacán, Sinaloa, el 23 de junio de 1919. Fue enterrado en un Mausoleo en Moloviejo, Sinaloa.